# Фінал Кубка Стенлі 1997

Фінал Кубка Стенлі 1997 (англ. Stanley Cup Finals) — 105-й загалом фінал Кубка Стенлі та сезону 1996–1997 у НХЛ між командами «Філадельфія Флайєрз» та «Детройт Ред Вінгз». Фінальна серія стартувала 31 травня в Філадельфії, а фінішувала 7 червня перемогою «Детройт Ред Вінгз».
У регулярному чемпіонаті «Філадельфія Флайєрз» фінішували третіми в Східній конференції набравши 103 очка, а «Детройт Ред Вінгз» посіли третє місце в Західній конференції з 94 очками.
У фінальній серії перемогу здобули «Детройт Ред Вінгз» 4:0. Приз Кона Сміта (найкращого гравця фінальної серії) отримав воротар «Червоних крил» Майк Вернон.

## Шлях до фіналу
| Західна конференція     |          |                       |                   |                                     |
| Стадія                  | Суперник | Суперник              | Загальний рахунок | Результати матчів                   |
| Чвертьфінал конференції | 6        | Сент-Луїс Блюз        | 4 : 2             | 0:2, 2:1, 3:2, 0:4, 5:2, 3:1        |
| Півфінал конференції    | 4        | Майті Дакс оф Анагайм | 4 : 0             | 2:1 (ОТ), 3:2 (3ОТ), 5:3, 3:2 (2ОТ) |
| Фінал конференції       | 1        | Колорадо Аваланч      | 4 : 2             | 1:2, 4:2, 2:1, 6:0, 0:6, 3:1        |

| Східна конференція      |          |                    |                   |                              |
| Стадія                  | Суперник | Суперник           | Загальний рахунок | Результати матчів            |
| Чвертьфінал конференції | 6        | Піттсбург Пінгвінс | 4 : 1             | 5:1, 3:2, 5:3, 1:4, 6:3      |
| Півфінал конференції    | 2        | Баффало Сейбрс     | 4 : 1             | 5:3, 2:1, 4:1, 4:5 (ОТ), 6:3 |
| Фінал конференції       | 5        | Нью-Йорк Рейнджерс | 4 : 1             | 3:1, 4:5, 6:3, 3:2, 4:2      |

## Арени
| Детройт           | Джо Луїс Арена Корстейтс-центрclass=notpageimage\| Арени фіналу Кубка Стенлі 1997 | Філадельфія       |
| Джо Луїс Арена    | Джо Луїс Арена Корстейтс-центрclass=notpageimage\| Арени фіналу Кубка Стенлі 1997 | Корстейтс-центр   |
| Місткість: 19 983 | Джо Луїс Арена Корстейтс-центрclass=notpageimage\| Арени фіналу Кубка Стенлі 1997 | Місткість: 19 543 |
|                   | Джо Луїс Арена Корстейтс-центрclass=notpageimage\| Арени фіналу Кубка Стенлі 1997 |                   |

## Серія
| 31 травня 1997 | Філадельфія Флайєрз | 2 : 4 (1:2, 1:1, 0:1) | Детройт Ред Вінгз | Корстейтс-центр, Філадельфія |

| Протокол                                  | Протокол     | Протокол                                                                           | Протокол    | Протокол |
| ----------------------------------------- | ------------ | ---------------------------------------------------------------------------------- | ----------- | -------- |
|                                           | Рон Гекстолл | Голкіпери                                                                          | Майк Вернон |          |
| Род Бріндамор (07:37) Джон Леклер (37:11) |              | Кірк Малтбі (06:38) Джо Кочур (15:56) Сергій Федоров (31:41) Стів Айзерман (40:56) |             |          |
| 10 хв.                                    | Вилучення    | 10 хв.                                                                             |             |          |
| 28                                        | Кидки        | 30                                                                                 |             |          |

| 3 червня 1997 | Філадельфія Флайєрз | 2 : 4 (2:2, 0:1, 0:1) | Детройт Ред Вінгз | Корстейтс-центр |

| Протокол                                    | Протокол                | Протокол                                                                                  | Протокол    | Протокол |
| ------------------------------------------- | ----------------------- | ----------------------------------------------------------------------------------------- | ----------- | -------- |
|                                             | Гарт Сноу (00:00-58:22) | Голкіпери                                                                                 | Майк Вернон |          |
| Род Бріндамор (17:42) Род Бріндамор (18:51) |                         | Брендан Шенаген (01:37) Стів Айзерман (09:22) Кірк Малтбі (22:39) Брендан Шенаген (49:56) |             |          |
| 10 хв.                                      | Вилучення               | 10 хв.                                                                                    |             |          |
| 31                                          | Кидки                   | 28                                                                                        |             |          |

| 5 червня 1997 | Детройт Ред Вінгз | 6 : 1 (3:1, 2:0, 1:0) | Філадельфія Флайєрз | Джо Луїс Арена, Детройт |

| Протокол | Протокол    | Протокол            | Протокол     | Протокол |
| --- | ----------- | ------------------- | ------------ | -------- |
| | Майк Вернон | Голкіпери           | Рон Гекстолл |          |
| Стів Айзерман (09:03) Сергій Федоров (11:05) Мартен Лапойнт (19:00) Сергій Федоров (23:12) Брендан Шенаген (39:17) Мартен Лапойнт (41:08) |             | Джон Леклер (07:03) |              |          |
| 14 хв. | Вилучення   | 10 хв.              |              |          |
| 29 | Кидки       | 22                  |              |          |

| 7 червня 1997 | Детройт Ред Вінгз | 2 : 1 (1:0, 1:0, 0:1) | Філадельфія Флайєрз | Джо Луїс Арена |

| Протокол                                        | Протокол    | Протокол             | Протокол                   | Протокол |
| ----------------------------------------------- | ----------- | -------------------- | -------------------------- | -------- |
|                                                 | Майк Вернон | Голкіпери            | Рон Гекстолл (00:00-58:09) |          |
| Ніклас Лідстрем (19:27) Даррен Маккарті (33:02) |             | Ерік Ліндрос (59:45) |                            |          |
| 6 хв.                                           | Вилучення   | 10 хв.               |                            |          |
| 28                                              | Кидки       | 27                   |                            |          |

| Володар Кубка Стенлі 1997       |
| ------------------------------- |
| Детройт Ред Вінгз восьмий титул |

## Володарі Кубка Стенлі
| Володарі Кубка Стенлі «Детройт Ред Вінгз» | Воротарі: Майк Вернон, Кріс Осгуд, Кевін Годсон Захисники: Боб Роуз, Ніклас Лідстрем, В'ячеслав Фетісов, Константинов Володимир, Аарон Ворд, Ларрі Мерфі, Джеймі Пушор, Матьє Дандено Нападники: Стів Айзерман (К), Ігор Ларіонов, Кріс Дрейпер, Сергій Федоров, Даг Браун, Брендан Шенаген, Кірк Малтбі, Мартен Лапойнт, Даррен Маккарті, Джо Кочур, В'ячеслав Козлов, Томас Гольмстрем, Тім Тейлор, Томас Сандстрем Головний тренер: Скотті Бовмен Генеральний менеджер: |